# Ottawa / Rockcliffe Airport
Ottawa / Rockcliffe Airport är en flygplats i Kanada.   Den ligger i provinsen Ontario, i den sydöstra delen av landet, 7 km nordost om huvudstaden Ottawa. Ottawa / Rockcliffe Airport ligger 55 meter över havet.
Terrängen runt Ottawa / Rockcliffe Airport är platt. Runt Ottawa / Rockcliffe Airport är det tätbefolkat, med 397 invånare per kvadratkilometer.. Närmaste större samhälle är Ottawa, 6,8 km sydväst om Ottawa / Rockcliffe Airport. 
Omgivningarna runt Ottawa / Rockcliffe Airport är en mosaik av jordbruksmark och naturlig växtlighet.